# 太田賢吾 (サッカー選手)
太田 賢吾（おおた けんご、1995年11月16日 - ）は、神奈川県川崎市 出身のサッカー選手。ポジションは、ディフェンダー（DF）。

## 来歴
川崎フロンターレのアカデミーを経て、大阪体育大学へ進学。大学では1年次から不動のレギュラーとして、試合に出場し続けた。
2018年より、いわてグルージャ盛岡へ加入。
2020年、ヴィアティン三重へ完全移籍。しかしわずか1年で退団となった。
2021年、FC大阪に移籍。しかしわずか1年でF.C.大阪との契約が満了。

## 所属クラブ
- 新城SC（川崎市立新城小学校）
- 2008年 - 2010年 川崎フロンターレU-15（川崎市立西中原中学校）
- 2011年 - 2013年 川崎フロンターレU-18（川崎市立高津高等学校）
- 2014年 - 2017年 大阪体育大学
- 2018年 - 2019年  グルージャ盛岡 / いわてグルージャ盛岡
- 2020年  ヴィアティン三重
- 2021年  FC大阪
- 2022年 -  JAPANサッカーカレッジ

## 個人成績
| 国内大会個人成績 | 国内大会個人成績 | 国内大会個人成績 | 国内大会個人成績 | 国内大会個人成績 | 国内大会個人成績 | 国内大会個人成績 | 国内大会個人成績 | 国内大会個人成績 | 国内大会個人成績 | 国内大会個人成績 | 国内大会個人成績 |
| 年度             | クラブ           | 背番号           | リーグ           | リーグ戦         | リーグ戦         | リーグ杯         | リーグ杯         | オープン杯       | オープン杯       | 期間通算         | 期間通算         |
| 年度             | クラブ           | 背番号           | リーグ           | 出場             | 得点             | 出場             | 得点             | 出場             | 得点             | 出場             | 得点             |
| 日本             | 日本             | 日本             | 日本             | リーグ戦         | リーグ戦         | リーグ杯         | リーグ杯         | 天皇杯           | 天皇杯           | 期間通算         | 期間通算         |
| ---------------- | ---------------- | ---------------- | ---------------- | ---------------- | ---------------- | ---------------- | ---------------- | ---------------- | ---------------- | ---------------- | ---------------- |
| 2018             | 盛岡/岩手        | 23               | J3               | 12               | 0                | -                | -                | 0                | 0                | 12               | 0                |
| 2019             | 盛岡/岩手        | 23               | J3               | 16               | 1                | -                | -                | 0                | 0                | 16               | 1                |
| 2020             | 三重             | 3                | JFL              | 10               | 0                | -                | -                | -                | -                | 10               | 0                |
| 2021             | FC大阪           | 24               | JFL              | 15               | 0                | -                | -                | 0                | 0                | 15               | 0                |
| 通算             | 日本             | 日本             | J3               | 28               | 1                | -                | -                | 0                | 0                | 28               | 1                |
| 通算             | 日本             | 日本             | JFL              | 25               | 0                | -                | -                | 0                | 0                | 25               | 0                |
| 総通算           | 総通算           | 総通算           | 総通算           | 53               | 1                | -                | -                | 0                | 0                | 53               | 1                |

その他の公式戦
- 2018年 
  - 岩手県サッカー選手権大会 1試合0得点

出場歴
- Jリーグ初出場 - 2018年3月11日 J3第1節 vsガンバ大阪U-23（パナソニックスタジアム吹田）